# Jonathan – Ein Herz und tausend Seelen
Jonathan – Ein Herz und tausend Seelen ist ein Dokumentarfilm des Filmemachers und Journalisten Marcel Trocoli Castro. Er wurde mit Unterstützung des regionalen Fernsehsenders os1.tv in Osnabrück produziert. Der 2014 auf dem Unabhängigen FilmFest Osnabrück veröffentlichte Film, porträtiert das Leben des Osnabrücker Künstlers Norbert Henze, genannt Jonathan. Der Dokumentarfilm thematisiert u. a. den Missbrauch des Künstlers als Kind durch die eigene Mutter.

## Inhalt
Der Metallkünstler Norbert Henze, genannt Jonathan, lebt und arbeitet in der niedersächsischen Stadt Osnabrück. In seinem Kunstpark fertigt er Kunstobjekte aus Metallschrott. Wiederkehrendes Motiv seiner Kunst sind Figuren, die er mit dem Lichtbogen seines Plasmaschneiders aus Metall heraustrennt oder hineinschneidet. Jonathan bezeichnet sie als „befreite Seelen“. Als Autodidakt hat er vor Jahrzehnten mit der Kunst begonnen, um Erlebnisse aus seiner Vergangenheit zu verarbeiten. Marcel Trocoli Castro, der die Kamera selbst führt, begleitet ihn zu Orten seiner Kindheit und Jugend. Stationen sind u. a. ein niedersächsisches Bauerndorf, in dem er als Pflegekind von einer Bauernfamilie zu Kinderarbeit gezwungen wurde, oder die niederländische Stadt Amsterdam, in der er sein Geld als jugendlicher Stricher verdienen musste. Roter Faden des Doku-Porträts ist jedoch vor allem die Beziehung des heute 66-jährigen Künstlers zu seiner verstorbenen Mutter. Als Kind wurde er von ihr sexuell missbraucht.

## Kritiken
„Der Videojournalist Marcel Trocoli Castro hat Jonathan auf den Spuren seiner Kindheit ein Jahr lang mit der Kamera begleitet. Dabei ist eine bewegende Ausnahme-Dokumentation entstanden, die das Thema sexueller Missbrauch auf ungewöhnliche Weise thematisiert und die enorme künstlerische Schaffenskraft Norbert Henzes in faszinierende Bilder bannt.“